# عرقب (روستا)
 عرقب  به عربی ( عُرقُب ) روستایی در ناحیهٔ (بلدة الحد) در مَحویت در کشور یمن در شبه جزیره عربستان است. 

## جمعیت
جمعیت آن ( ۹۵ ) نفر (۷ خانوار) می‌باشد.
- عرقب: دره‌ای است در (عنس). مؤرخ :(الأکوع) می‌نویسد که در منطقهٔ عرقب روستاهای مشابه به همین نام نیز وجود دارد. عرقب به باغ‌های العزسک (الخوخ) مشهور است.